# Pilot Pen Tennis 2003
Pilot Pen Tennis 2003 — жіночий тенісний турнір, що проходив на відкритих кортах з твердим покриттям Cullman-Heyman Tennis Center у Нью-Гейвені (США). Це був 21-й за ліком Connecticut Open. Належав до турнірів 2-ї категорії в рамках Туру WTA 2003. Тривав з 17 до 23 серпня 2003 року. Третя сіяна Дженніфер Капріаті здобула титул в одиночному розряді й отримала 96 тис. доларів США, а також 195 рейтингових очок.

## Фінальна частина

### Одиночний розряд
- Дженніфер Капріаті —  Ліндсі Девенпорт 6–2, 4–0 ret.

### Парний розряд
- Вірхінія Руано Паскуаль /  Паола Суарес —  Алісія Молік  /  Магі Серна 7–6(8–6), 6–3